# 杜家駅
杜家駅（とかえき）とは、中華人民共和国黒竜江省ハルビン市五常市杜家鎮に位置する拉浜線の駅。

## 歴史
- 1933年　開業。

## 隣の駅
中華人民共和国鉄道部
拉浜線
山河屯駅 - 杜家駅 - 五常駅
座標: 北緯44度48分59秒 東経127度11分31秒 / 北緯44.8163度 東経127.192度